# Дискографія Yoasobi
Японський дует Yoasobi випустив п'ять мініальбомів (три японських та два англійських), двадцять синглів, два промо-сингли, один відеоальбом та 41 музичне відео (24 японських та 17 англійських).

## Мініальбоми
| Назва                                                                               | Деталі | Пікові позиції у чартах | Пікові позиції у чартах | Пікові позиції у чартах | Продажі           | Сертифікації                        |
| Назва                                                                               | Деталі | JPN                     | JPN Cmb.                | JPN Hot                 | Продажі           | Сертифікації                        |
| ----------------------------------------------------------------------------------- | --- | ----------------------- | ----------------------- | ----------------------- | ----------------- | ----------------------------------- |
| The Book                                                                            | - Випущено: 6 січня 2021 - Лейбл: Sony Japan - Формати: CD, цифрове завантаження, стриминг                | 2                       | 2                       | 2                       | - Японія: 274 000 | - RIAJ: - Gold (phy.) - Gold (dig.) |
| E-Side                                                                              | - Випущено: 12 листопада 2021 - Лейбл: Sony Japan - Формати: цифрове завантаження, стриминг               | —                       | 19                      | 9                       | - Японія: 9 400   |                                     |
| The Book 2                                                                          | - Випущено: 1 грудня 2021 - Лейбл: Sony Japan - Формати: CD, DL, стриминг                                 | 2                       | 2                       | 1                       | - Японія: 182 000 | - RIAJ: Gold (phy.)                 |
| E-Side 2                                                                            | - Випущено: 18 листопада 2022 - Лейбл: Sony Japan - Формати: DL, потокове                                 | —                       | 42                      | 10                      | - Японія: 5200    |                                     |
| Hajimete no — EP                                                                    | - Випущено: 10 травня 2023 - Лейбл: Sony Japan - Формати: CD+ BC, Mini CD, цифрове завантаження, стриминг | 9                       | 9                       | —                       | - Японія: 11 900  |                                     |
| The Book 3                                                                          | - Випущено: 4 жовтень 2023 - Лейбл: Sony Japan - Формати: CD, Завантаження музики, Потокове мультимедіа   | —                       | —                       | —                       |                   |                                     |
| «—» позначає релізи, які не потрапили в чарти або не були випущені в цьому регіоні. | |                         |                         |                         |                   |                                     |

## Сингли
| Назва                                                                                 | Рік  | Пікові позиції у чартах | Пікові позиції у чартах | Пікові позиції у чартах | Пікові позиції у чартах | Пікові позиції у чартах | Пікові позиції у чартах | Пікові позиції у чартах | Пікові позиції у чартах | Сертифікації                                  | Альбом           |
| Назва                                                                                 | Рік  | JPN                     | JPN Cmb.                | JPN Hot                 | KOR                     | NZ Hot                  | SGP                     | US World                | Світ                    | Сертифікації                                  | Альбом           |
| ------------------------------------------------------------------------------------- | ---- | ----------------------- | ----------------------- | ----------------------- | ----------------------- | ----------------------- | ----------------------- | ----------------------- | ----------------------- | --------------------------------------------- | ---------------- |
| «Yoru ni Kakeru»                                                                      | 2019 | —                       | 1                       | 1                       | —                       | —                       | —                       | 24                      | 16                      | - RIAJ: - 3× Platinum (dig.) - Diamond (st.)  | The Book         |
| «Ano Yume o Nazotte»                                                                  | 2020 | —                       | 29                      | 32                      | —                       | —                       | —                       | —                       | —                       | - RIAJ: - Gold (dig.) - 2× Platinum (st.)     | The Book         |
| «Halzion»                                                                             | 2020 | —                       | 7                       | 10                      | —                       | —                       | —                       | —                       | —                       | - RIAJ: - Gold (dig.) - 3× Platinum (st.)     | The Book         |
| «Tabun»                                                                               | 2020 | —                       | 11                      | 15                      | —                       | —                       | —                       | —                       | —                       | - RIAJ: - Gold (dig.) - Platinum (st.)        | The Book         |
| «Gunjō»                                                                               | 2020 | —                       | 9                       | 6                       | —                       | —                       | —                       | 14                      | 44                      | - RIAJ: - Platinum (dig.) - 3× Platinum (st.) | The Book         |
| «Haruka»                                                                              | 2020 | —                       | 18                      | 17                      | —                       | —                       | —                       | —                       | —                       | - RIAJ: - Gold (dig.) - 2× Platinum (st.)     | The Book         |
| «Kaibutsu»                                                                            | 2021 | 2                       | 2                       | 2                       | —                       | —                       | —                       | 12                      | 87                      | - RIAJ: - Platinum (dig.) - 3× Platinum (st.) | The Book 2       |
| «Yasashii Suisei»                                                                     | 2021 | 2                       | 2                       | 14                      | —                       | —                       | —                       | —                       | —                       | - RIAJ: - Gold (dig.) - Platinum (st.)        | The Book 2       |
| «Mō Sukoshi Dake»                                                                     | 2021 | —                       | 4                       | 4                       | —                       | —                       | —                       | —                       | 103                     | - RIAJ: - Gold (dig.) - Platinum (st.)        | The Book 2       |
| «Sangenshoku»                                                                         | 2021 | —                       | 3                       | 4                       | —                       | —                       | —                       | —                       | 31                      | - RIAJ: - Gold (dig.) - 2× Platinum (st.)     | The Book 2       |
| «Loveletter»                                                                          | 2021 | —                       | 3                       | 4                       | —                       | —                       | —                       | —                       | —                       | - RIAJ: Gold (st.)                            | The Book 2       |
| «Taishō Roman»                                                                        | 2021 | —                       | 5                       | 2                       | —                       | —                       | —                       | —                       | 105                     | - RIAJ: Gold (st.)                            | The Book 2       |
| «Tsubame» (featuring Midories)                                                        | 2021 | —                       | 29                      | 19                      | —                       | —                       | —                       | —                       | —                       | - RIAJ: Gold (st.)                            | The Book 2       |
| «Mr.»                                                                                 | 2022 | —                       | 19                      | 11                      | —                       | —                       | —                       | —                       | —                       |                                               | Hajimete no — EP |
| «Suki da»                                                                             | 2022 | —                       | 23                      | 8                       | —                       | —                       | —                       | —                       | —                       |                                               | Hajimete no — EP |
| «Shukufuku»                                                                           | 2022 | 3                       | 3                       | 2                       | —                       | —                       | —                       | —                       | 76                      | - RIAJ: - Gold (dig.) - Platinum (st.)        | The Book 3       |
| «Umi no Manimani»                                                                     | 2022 | —                       | —                       | 68                      | —                       | —                       | —                       | —                       | —                       |                                               | Hajimete no — EP |
| «Adventure»                                                                           | 2023 | —                       | 48                      | 30                      | —                       | —                       | —                       | —                       | —                       |                                               | The Book 3       |
| «Seventeen»                                                                           | 2023 | —                       | 32                      | 21                      | —                       | —                       | —                       | —                       | —                       |                                               | Hajimete no — EP |
| «Idol»                                                                                | 2023 | 2                       | 1                       | 1                       | 68                      | 19                      | 10                      | 7                       | 7                       | - RIAJ: - Gold (dig.) - Platinum (st.)        | The Book 3       |
| «—» позначає релізи, які не потрапили до чартів або не були випущені в цьому регіоні. |      |                         |                         |                         |                         |                         |                         |                         |                         |                                               |                  |

### Промо-сингли
| Назва                                                                            | Рік  | Пікові позиції у чартах | Пікові позиції у чартах | Пікові позиції у чартах | Сертифікації                               | Альбом     |
| Назва                                                                            | Рік  | JPN Cmb.                | JPN Hot                 | WW                      | Сертифікації                               | Альбом     |
| -------------------------------------------------------------------------------- | ---- | ----------------------- | ----------------------- | ----------------------- | ------------------------------------------ | ---------- |
| «Encore»                                                                         | 2021 | 9                       | 8                       | 177                     | - RIAJ: - Gold (dig.) - 2 × Platinum (st.) | The Book   |
| «Moshi mo Inochi ga Egaketara»                                                   | 2021 | 37                      | 35                      | —                       | - RIAJ: Gold (st.)                         | The Book 2 |
| «—» релізи, що не потрапили у чарти або не були випущені у відповідних регіонах. |      |                         |                         |                         |                                            |            |

## Нотатки
1. ↑  Фізичні та цифрові комбіновані показники продажів в Японії для The Book[4][5].
2. ↑  Фізичні та цифрові комбіновані показники продажів в Японії для The Book 2[9][10]
3. ↑  Hajimete no – EP не увійшов до Billboard Japan Hot Albums, але посів 12 місце в чарті Top Singles Sales[13].
4. ↑  «Yoru ni Kakeru» не увійшов до RIAS Top Streaming Chart, але посів 20 місце в чарті Top Reginal Chart.[23]
5. ↑  «Halzion» не увійшов до Billboard Global 200, але посів 125 місце в чарті Billboard Global Excl. U.S[28].
6. ↑  «Tabun» не увійшов до Billboard Global 200, але посів 139 місце в чарті Billboard Global Excl. U.S[31].
7. ↑  «Haruka» не увійшов до Billboard Global 200, але посів 121 місце в чарті Billboard Global Excl. U.S.[36]
8. ↑  «Yasashii Suisei» не увійшов до Billboard Global 200, але посів 97 місце в чарті Billboard Global Excl. U.S.[41]
9. ↑  «Loveletter» не увійшов до Billboard Global 200, але посів 96 місце в чарті Billboard Global Excl. U.S.[48]
10. ↑  «Mr.» не увійшов до Billboard Global 200, але посів 143 місце в чарті Billboard Global Excl. U.S[52].
11. ↑  «Umi no Manimani» не увійшов до Oricon Combined Singles Chart, але посів 7 місце в чарті Digital Singles Chart[55].